# Эрпен, Жорж
Жорж Эрпе́н (фр. Georges Herpin) — французский коллекционер почтовых марок второй половины XIX века, придумавший в 1864 году слово фр. «philatelie», которое на русском языке стало «филателией».
В статье, опубликованной 15 ноября 1864 года в журнале «Коллекционер почтовых марок» (фр. «Le Collectionneur de Timbres-poste») под названием «Крестины» (фр. «Baptême»), Эрпен заявил, что почтовые марки собирались и изучались в течение предыдущих шести или семи лет, и для нового хобби требовалось лучшее имя, чем фр. «timbromanie» («тембромания»), которое не нравится. Он взял греческий корень греч. «φιλ(ο)» (фил(о)), означающее «влечение или привязанность к чему-либо», и греческое слово греч. «ἀτέλεια» («ателейя»), означающее «освобожденный от пошлин и налогов», чтобы образовать «филателию». Введение почтовых марок означало, что получение писем теперь было бесплатным, в то время как до появления почтовых марок было принято, чтобы почтовые сборы оплачивались получателем письма.
В 1866 году Жорж Эрпен продал свою коллекцию почтовых марок Фредерику Адольфу Филбрику.
Высказывалась версия, что имя «Жорж Эрпен» на самом деле представляет собой псевдоним А. Мори, редактора журнала, в котором была напечатана статья Жоржа Эрпена.